# Сварт, Петрус
Петрус Сварт (ум. 1562) — шведский историк, хронист, епископ.
Был приближённым короля Густава I Вазы и содействовал распространению реформации в Швеции; был придворным проповедником, с 5 октября 1562 года епископом в Вестеросе; поддерживал абсолютизм. По желанию и непосредственному приказу Густава I приступил к составлению истории его жизни с самого его рождения, но успел довести её лишь до 1534 года. Густав Ваза сам диктовал Сварту многие места его истории. В хронике в том числе описан парламент в Вестеросе, которому автор был свидетелем. Данная работа признаётся исторически ненадёжной ввиду пристрастного отношения автора к монарху, которого он пытается изобразить «отцом нации». Был похоронен в кафедральном соборе Вестеросе.
Заглавие его сочинения — «Gustaf i’s Krönika»; оно издано Клеммингом в 1870 году в Стокгольме. Сварт написал также «Историю Вестероских епископов», издано в 1774 году, и «Слово на кончину Густава I», издано в 1620 году.